# 呉宇恒
呉宇恒（ウー・ユーハン、1996年9月11日 - ）は、中華人民共和国の俳優、歌手。

## 来歴
四川省成都市で生まれ、 流棠湖中学、西南交通大学を卒業。
2017年にYoukuの番組『美少年学社』に出演し、2018年にテンセントビデオのオーディション番組『明日之子』に参加。
2021年2月にテンセントビデオのアイドルオーディション番組『創造営2021』に参加し、最終順位18位であった。

## ディスコグラフィ
- LOVE!（2021年4月14日）

## 出演

### 映画
- 時光魔歴（2019年）[8]

### ドラマ
- 誰説我結不了婚（2020年）[9]
- 我就是這般女子（2020年）
- 嘿！你大事很妙（2021年）
- 夢見獅子（2021年）[10]
- 香蕉先生不睡觉（2023年）
- 难哄（2025年）

### バラエティ
- 美少年学社（2017年、Youku）
- 明日之子（2018年、テンセントビデオ）
- 創造営2021（2021年、テンセントビデオ）[11]
- 密室大逃脱（2021年、芒果TV）